# Triplophysa herzensteini
Triplophysa herzensteini är en fiskart som först beskrevs av Berg, 1909.  Triplophysa herzensteini ingår i släktet Triplophysa och familjen grönlingsfiskar. Inga underarter finns listade i Catalogue of Life.